# Golden Isles of Georgia
Golden Isles of Georgia ist die Sammelbezeichnung für vier Barriereinseln im Atlantik vor der Hafeneinfahrt der Stadt Brunswick im amerikanischen Bundesstaat Georgia.
Zusätzlich zu den vier Inseln – St. Simons Island, Sea Island, Jekyll Island und Little St. Simons Island – wird außerdem Brunswick selbst unter dem Sammelnamen erfasst. Alle fünf Orte liegen im Glynn County. Der Name „goldene Inseln“ geht bis ins 18. Jahrhundert zurück.
Die Golden Isles gehören zur Inselkette der Sea Islands entlang der Küste der Bundesstaaten South Carolina, Georgia und Florida.